# Дете 44 (филм)
Дете 44 (енгл. Child 44) је америчко-британски мистериозни трилер редитеља Данијела Еспинозе снимљен по мотивима истоименог романа Тома Роба Смита.

## Главне улоге
| Глумац        | Улога                   |
| ------------- | ----------------------- |
| Том Харди     | капетан Лав Демидов     |
| Номи Рапас    | Раиса Демидова          |
| Џоел Кинаман  | Василиј Никитин         |
| Гари Олдман   | генерал Михаил Нестеров |
| Винсент Касел | мајор Кузмин            |
| Џејсон Кларк  | Анатолиј Бродски        |